# 希腊正教会圣母领报主教座堂 (巴尔的摩)
希腊正教会圣母领报主教座堂（Greek Orthodox Cathedral of the Annunciation ）是希腊正教美国总教区的一个教堂，位于马里兰州巴尔的摩，为新拜占庭风格。它是马里兰州的18个希腊东正教教堂中最古老的一个。该堂是巴尔的摩美国希腊裔文化一个重要的中心，并举办一年一度的希腊美食节。

## 历史
希腊正教会圣母领报主教座堂建筑建于1888年，原为一座新教教堂，而成立于1906年的希腊正教会堂会在1937年才迁入这座建筑。该堂主要是为了服务巴尔的摩美国希腊裔社区。
1975年，该堂被指定为马里兰州的第一个希腊正教主教座堂。
1992年，该堂获得马里兰历史和建筑保护委员会的命名。